# Thecla tyrianthina
Thecla tyrianthina är en fjärilsart som beskrevs av Butler 1881. Thecla tyrianthina ingår i släktet Thecla och familjen juvelvingar. Inga underarter finns listade i Catalogue of Life.